# Колгорн
Колгорн (нід. Kolhorn) — село в нідерландській провінції Північна Голландія. Входить до муніципалітету Голландс-Крон.
Його площа становить 3,57 км², а населення станом на 2021 рік складало 1 080 осіб.
Перша згадка про населений пункт датується 1518 роком.

## Галерея

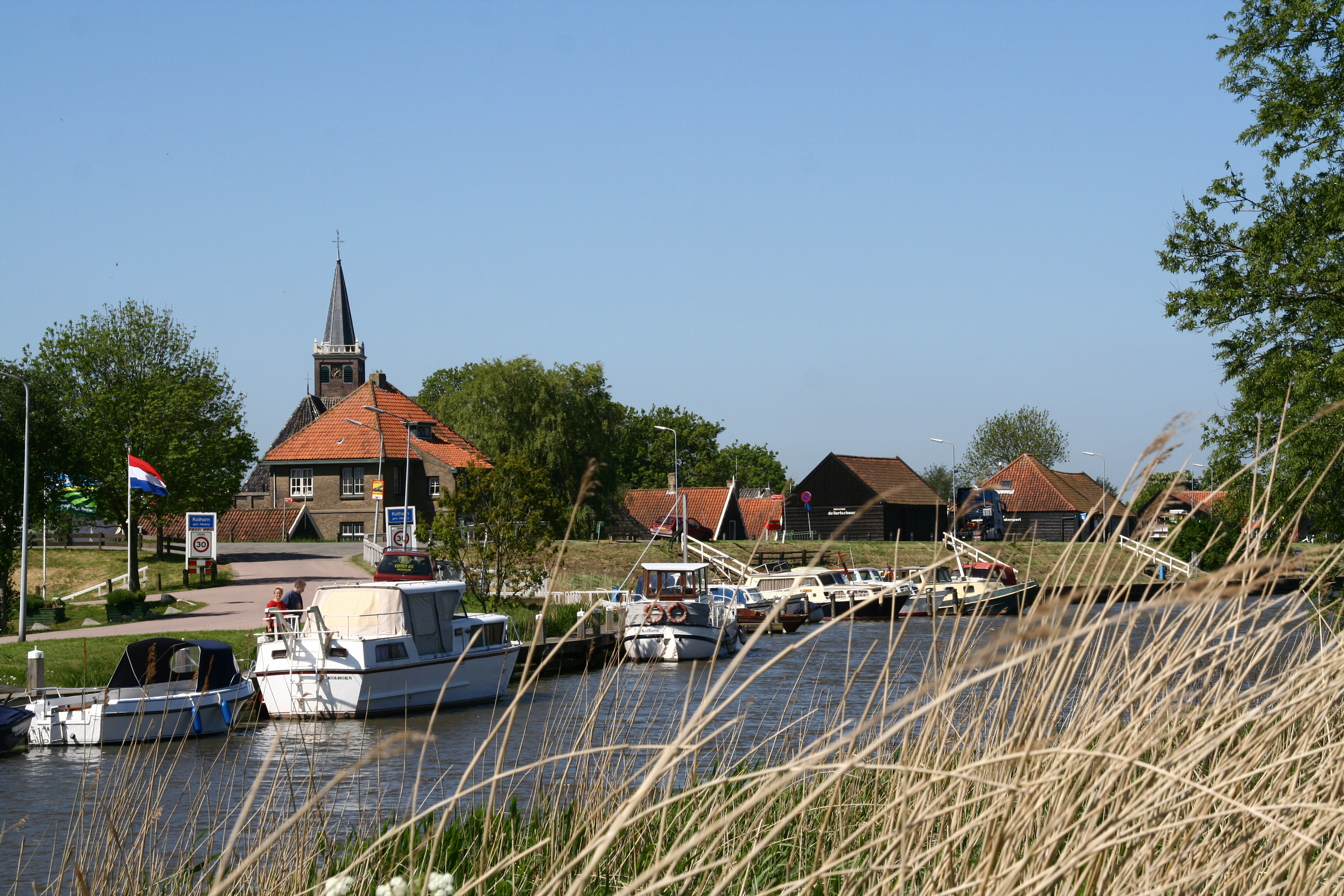
Панорама села
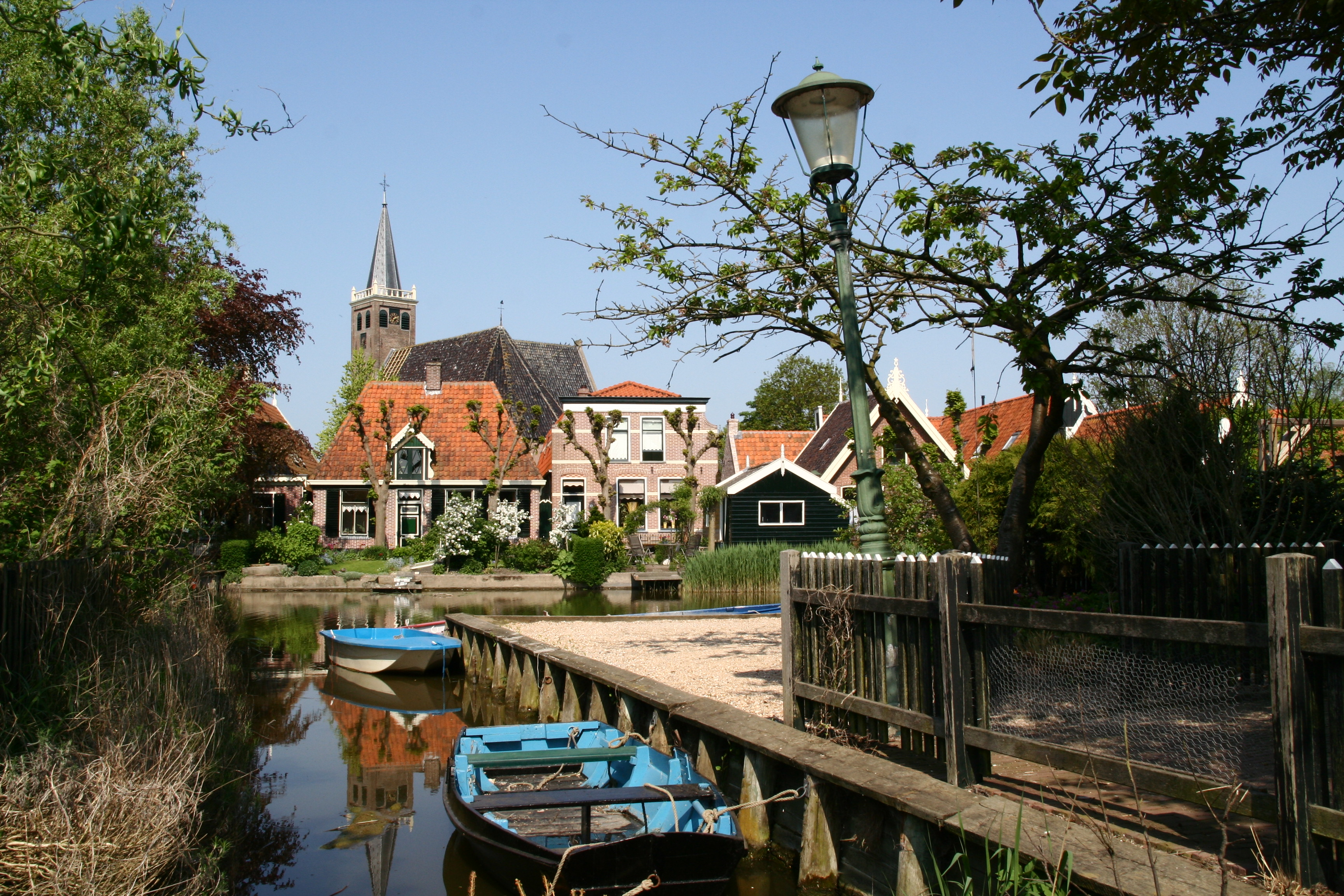
Внутрішня гавань
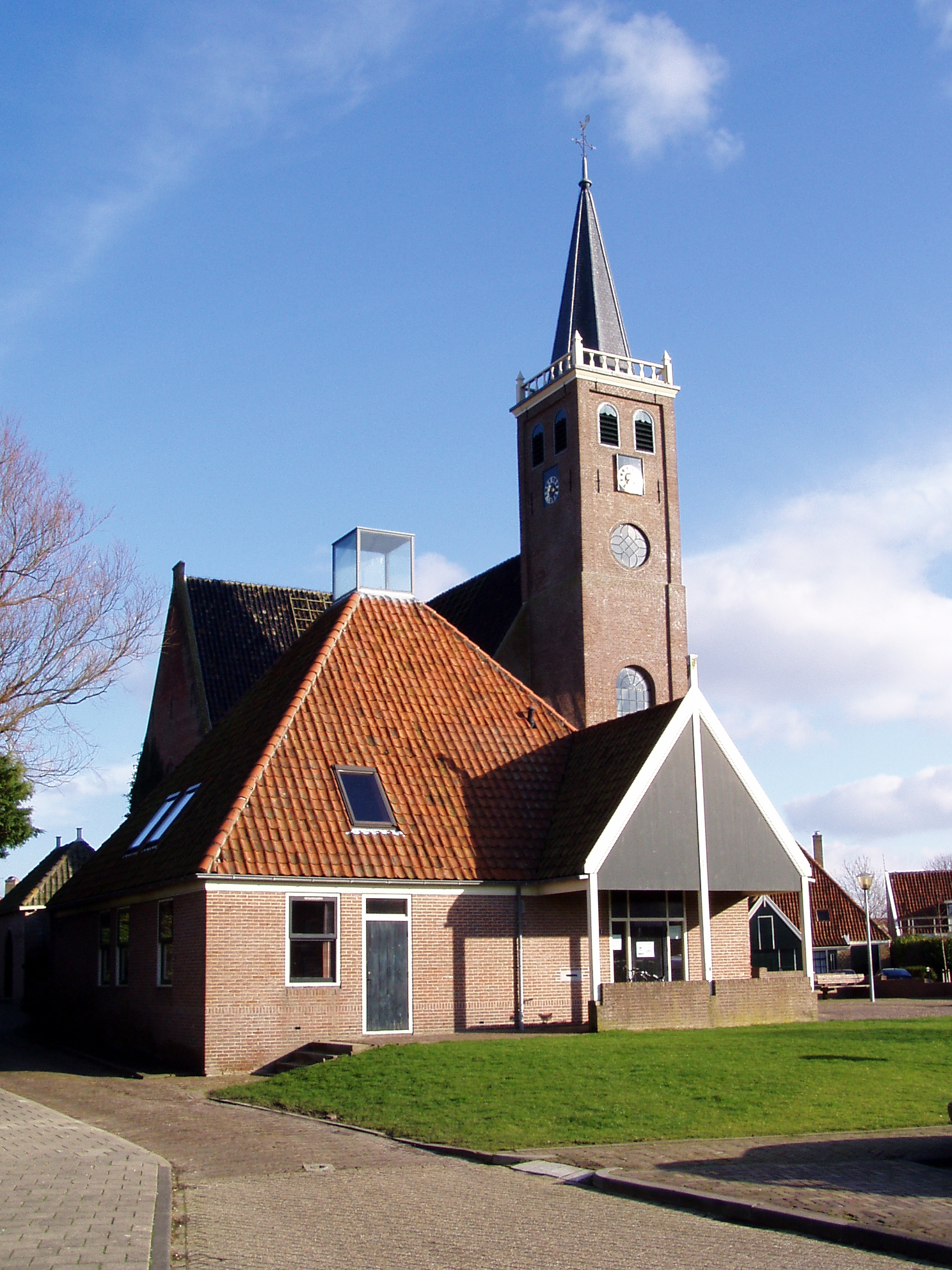
Церква у селі
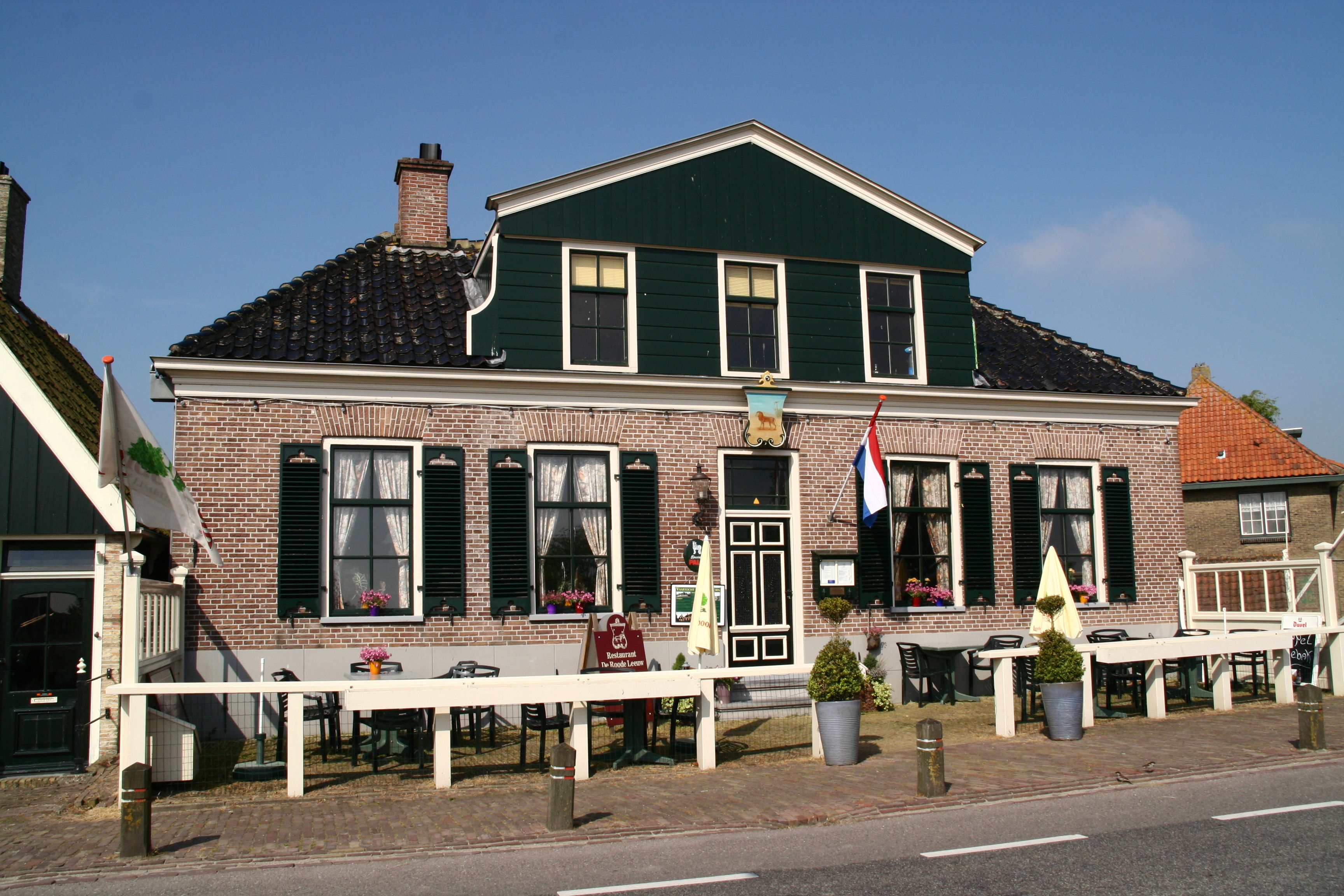
Ресторан "De Roode Leeuw"
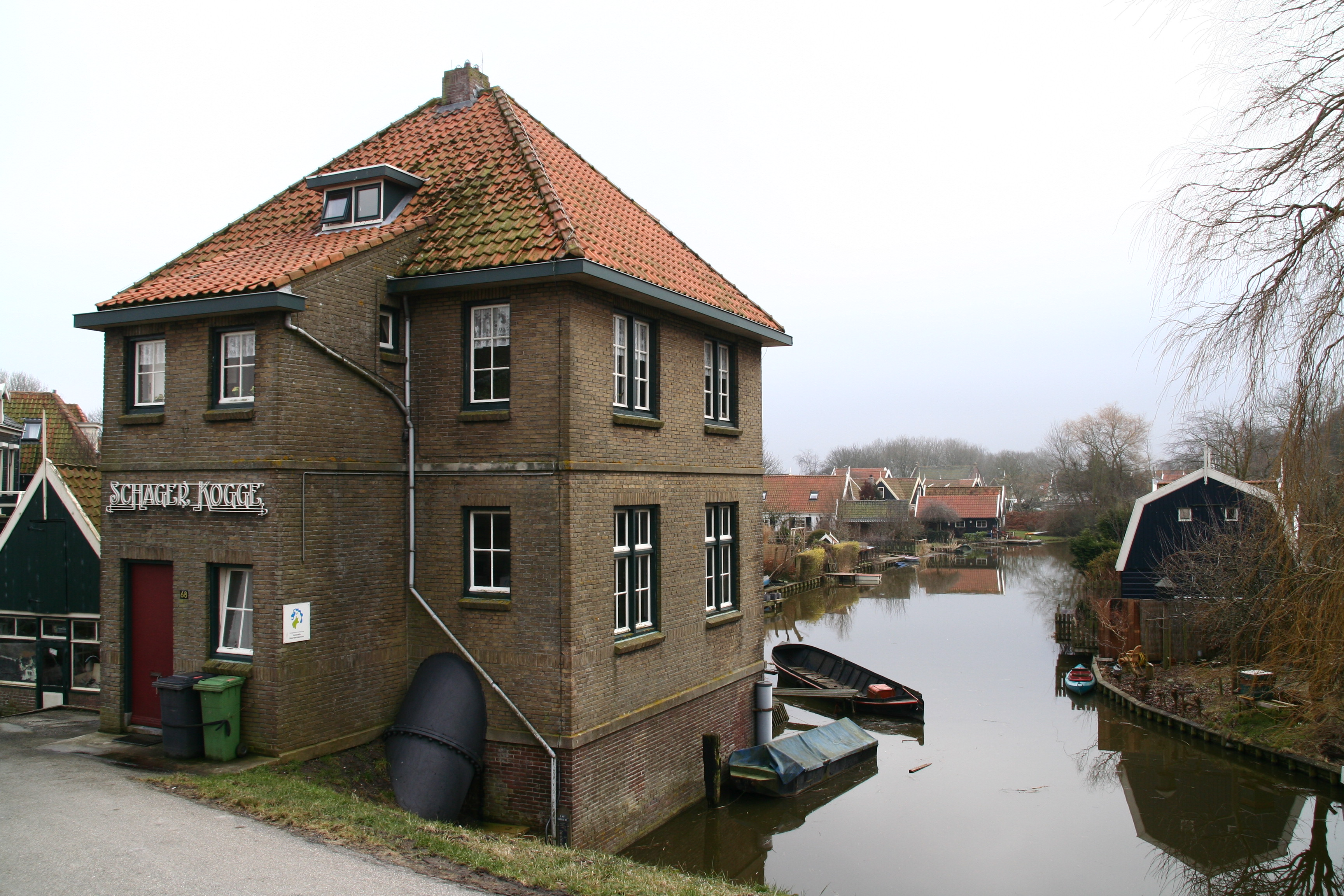
Насосна станція "Schager Kogge"